# История Беларуси
История Беларуси охватывает длительный период, начиная с заселения её территории человеком от 100 до 35 тысяч лет тому назад и заканчивая событиями современности. 862 годом датируется первое упоминание о Полоцке — первом известном племенном центре на территории современной Беларуси.
С XIII по конец XVIII века территория современной Беларуси входила в состав Великого княжества Литовского.
В 1796 году на присоединённых к Российской империи территориях Речи Посполитой была образована Белорусская губерния с центром в Витебске. 25 марта 1918 года на части оккупированных Германией территорий бывшей Российской империи была провозглашена Белорусская Народная Республика, а 1 января 1919 года образована Советская Социалистическая Республика Белоруссия (ССРБ), вскоре её название было изменено на Белорусская Советская Социалистическая Республика (БССР).
19 сентября 1991 года Белорусская Советская Социалистическая Республика провозгласила независимость и была переименована в Республику Беларусь.

## Происхождение названия
Происхождение названия «Белая Русь» неясно, первое его упоминание относится к середине XIII века.
Одна из наиболее значительных работ по описанию белорусского этноса — работа Ефима Карского «Белоруссы». На основе глубокого, комплексного сравнительно-исторического обобщения фактического материала научно обоснована национальная самобытность белорусов как самостоятельного славянского народа с собственной богатой и древней культурой и традициями. В т. 1 «Введение в изучение языка и народной словесности» (Варшава, 1903, Вильно, 1904) автор исследовал происхождение белорусского народа и его названия.
«Въ настоящее время простой народъ въ Бѣлоруссіи не знаетъ этого названія. На вопросъ: кто ты? простолюдинъ отвѣчаетъ — русскій, а если онъ католикъ, то называетъ себя либо католикомъ, либо полякомъ; иногда свою родину назоветъ Литвой, а то и просто скажетъ, что онъ „тутэйшій“ (tutejszy) — здѣшній, конечно противополагая себя лицу, говорящему по-великорусски, какъ пришлому въ западномъ краѣ». Е. Ѳ. Карскій. — Бѣлоруссы. Т. I, гл. V., с. 116.
«— Кто вы такие? К какой нации принадлежите? — Хто мы? Мы руськия. — Какие русские? Великоруссы, что ли? — Да не, якия мы там великарусы? Не, мы ня москали. — Да кто же наконец? — Мы — Литва, литвины». Филологическая экспедиция в 1924 году; разговор с жителем Новозыбковского уезда Гомельской губернии, ныне входящего в состав Брянской области России.

## Древние времена
По наиболее распространённой версии, появление первых представителей рода людей (неандертальцев) на территории современной Беларуси относится к периоду от 100 до 35 тысяч лет тому назад. В Могилёвской и Гомельской областях найдены 3 среднепалеолитических кремнёвых изделия, предположительно изготовленных неандертальцами. Первые следы бесспорного пребывания человека биологического вида Homo sapiens на территории современной Беларуси — две первобытные позднепалеолитические стоянки кроманьонцев 24—27-тысячелетней давности в Юровичах и Бердыже (обе располагаются в Гомельской области). Полностью эти земли были заселены около 10—8 тысяч лет назад.
Последний ледник сошёл приблизительно 13—8 тысяч лет назад, после чего на территории современной Беларуси начался мезолит. По мере таяния и отступления ледника климат становился всё более тёплым, территория постепенно покрывалась лесом. Переходя с места на место, человек постепенно двигался на север. Был изобретён лук, который изменил характер охоты. Началось интенсивное освоение новых территорий. На территории современной Беларуси известно 120 мезолитических стоянок трёх основных археологических культур (Гренской, Свидерской и Сожской), а общая численность населения составляла около 4,5—6 тысяч человек.
В эпоху неолита (IV—III тысячелетия до н. э.) климат стал ещё более тёплым. Присваивающее хозяйство достигло своего расцвета. На территории современной Беларуси к неолиту относятся племена неманской, днепро-донецкой, нарвенской и верхнеднепровской культур. Исследования кладбища днепро-донецкой культуры на Украине доказали, что представители этой культуры принадлежали к северным европеоидам или поздним кроманьонцам. Основным занятием неолитических племён было рыболовство, все остальные занятия не были так распространены. Приблизительно в III тысячелетии до н. э. в Подвинье и Поднепровье проживало финно-угорское население, а на крайнем юго-западе Припяти — небольшие группы индоевропейского населения. Начался постепенный переход к производственному хозяйству — земледелию и животноводству. Этот переворот в истории человечества получил название неолитической революции.
Индоевропейцы стали проникать на территорию современной Беларуси в III тысячелетии до н. э. Самый древний череп с территории Беларуси, у которого было восстановлено лицо, принадлежал представителю культуры шнуровой керамики мужчине 30-40 лет, жившему в эпоху бронзы во II тысячелетии до н. э. и найденному в кремнедобывающей шахте в посёлке Красносельский Волковысского района Гродненской области. Фрагмент второго черепа, принадлежащего представителю среднеднепровской культуры, нашли в Ветковском районе на Гомельщине.

### Расселение славян
На территорию Беларуси первые славяне пришли с юга примерно в VIII—IX веках, когда возраст балтских древностей тут достигал уже двух тысячелетий. Хронологически это совпало с началом распада общеславянского языка. Славяне были более развитыми, чем балты, поэтому последние быстро славянизировались. Колочинская культура зафиксирована в Гомельском и Могилёвском Поднепровье. В Посожье носители колочинской археологической культуры были предшественниками радимичей.
Уже к IX веку большая часть Беларуси была славянизированной. Славянизация проходила в основном мирным путём, но есть следы и конфликтов (на некоторых балтских городищах в конце VII — начале VIII веков зафиксированы следы пожаров).
Около двух—трёх столетий в VII—X веках продолжался многократный приток в уже освоенные славянами различные местности Восточно-Европейской равнины многочисленных групп славянских переселенцев из Моравского Подунавья, сыгравший существенную роль в консолидации славянского населения Восточной Европы и завершившийся формированием древнерусской народности. Вопрос этногенеза белорусов и выделения их из восточнославянского массива является дискуссионным. Согласно одной из концепций этногенеза, белорусский этнос начал формироваться в VIII—IX веках на базе славянских этнических общностей дреговичей (занимали территорию современной Средней и Южной Беларуси), кривичей (верхнее и среднее течение Западной Двины и верховья Днепра), радимичей (бассейн реки Сож) и ряда восточно-балтских племён. Согласно другой версии, формирование белорусского этноса произошло в составе Великого княжества Литовского и Речи Посполитой из уже сложившейся к тому моменту древнерусской народности.
С X века активно началась славянизация Понеманья дреговичами и кривичами, но балтское население в том регионе оставалось ещё несколько столетий.

## Киевская Русь
Формирование Киевской Руси происходило в IX—X веках и представляло собой процесс, включавший как внутренние (общественная эволюция местных, в первую очередь восточнославянских общностей), так и внешние факторы (активное проникновение на территорию Восточную Европу военно-торговых дружин варягов). По данным археологии, появление скандинавского этнического компонента в финском и славянском окружении на севере Восточной Европы относится ко времени от середины — второй половины VIII века до середины — второй половины IX века и рубежа IX—X веков. Расположение этих центров в целом соответствует обозначенному в русских летописях ареалу варяжской дани.
В X—XI веках практически все восточнославянские союзы племён были объединены в рамках Киевской Руси. К этому времени относится Моховский археологический комплекс. Наиболее известные феодальные государственные образования в данный период на территории современной Белоруссии — Полоцкое, Турово-Пинское и Городенское княжества. Но начиная с середины X века, белорусские земли частично становятся независимыми (в Полоцке начинает управлять Рогволод, а в Турове — Тур). Однако в 980 году Владимир Святославич захватывает Полоцк, убив Рогволода, и присоединяет Полоцкое княжество к Киевской Руси. В Турове приблизительно с 988—990 годов, управляет Святополк Владимирович, сын Владимира. Белорусские княжества снова потеряли свою независимость.
В конце X века с крещением Руси в восточнославянских княжествах на территории современной Белоруссии начинает распространяться письменность на основе кириллического алфавита.

### Полоцкое княжество
Археологические находки, сделанные на территории Полоцка, подтверждают, что люди здесь жили уже в IV—V веках, Полоцкое городище существовало задолго до первого летописного упоминания Полоцка. В VIII—IX веках развитие сельского хозяйства и ремёсел способствует формированию феодальных отношений, расширению торговли, возникновению городов. Наиболее древними из них стали Полоцк (впервые упомянут в летописях под 862 годом), Витебск (дата основания по городской легенде XVIII века — 974 год) и Туров (первое упоминание в летописи — 980 год).
Возможно, в то время Полоцк был центром протогосударственного образования-княжения кривичей. Такое же протогосударственное образование могло существовать и у дреговичей. О долетописной истории славян в Белоруссии почти ничего неизвестно. Тогда же начинают образовываться первые государственные образования — княжества, с соответствующими центрами — городами. У кривичей выделился Полоцк и Смоленск, у дреговичей — Туров. Согласно древнерусским летописям древние белорусские княжества (Полоцкое, Туровское, Смоленское и др.) до середины X века входили в состав или были в зависимости от Киевской Руси. Это подтверждается участием славянских племён Белоруссии в военных походах Киевской Руси.
Вопрос о правомерности рассмотрения Полоцкого княжества в составе Киевской Руси оспаривается рядом белорусских историков. При этом считается, что первыми центрами консолидации восточнославянских племенных союзов, где рождались княжеские династии, были не только Киев и Новгород, но и Полоцк.
К середине X века Полоцким княжеством правил князь Рогволод, не имеющий отношения к династии Рюриковичей. В западной историографии существует мнение, что на Руси было две скандинавские династии — Рюриковичи и Рогволодовичи. Датский ученый А. Стендер-Петерсен считал, что на Руси образовалось два скандинаво-славянских государства — Новгородско-Киевское и Полоцкое. Данное положение автор подкреплял свидетельством «Повести временных лет» о княжении в Полоцке Рогволода и скандинавским происхождением его имени. Американо-украинский историк Омельян Прицак считал, что полоцкая династия была единственной из древних скандинавских династий, которая сумела уцелеть в борьбе с Рюриковичами. Полоцкое княжество периодически попадало под власть Киева, но вскоре стало фактически самостоятельным государством со всеми соответствующими атрибутами — суверенной властью князя, администрацией, столицей, войском, фискальной системой. Полоцкое княжество расширяло своё влияние в Прибалтике, подчинив себе ряд балтских племён.
Около 980 года Рогволод вместе с двумя своими сыновьями был убит князем Владимиром, дочь же его Рогнеду Владимир силой взял в жены. От Рогнеды у Владимира родились 3 сына: Изяслав (около 978—1001 годов), Ярослав (ок. 978—1054) и Всеволод (983/984 — до 1013). Изяслав впоследствии (около 989 года) стал править Полоцким княжеством, от него пошла линия Изяславичей Полоцких, которая являлась ответвлением династии Рюриковичей. Их также называют Рогволодовичи, или, вслед за летописью, «Рогволожи внуци». Князья этой ветви были обособлены среди остальных Рюриковичей, владея уделами только в Полоцкой земле (эта территория примерно соответствует современной центральной и северной Белоруссии) и время от времени враждуя с прочими князьями Руси. Среди них были употребительны княжеские имена, не принятые у других ветвей Рюриковичей — Рогволод, Всеслав, Брячислав.
В X—XII веках Полоцкое княжество охватывало обширную территорию, включающую север и центр современной Белоруссии, а также часть земель современных Латвии, Литвы и Смоленской области России.
Постепенно возникают новые города — Волковыск (впервые упоминается в 1005), Брест (1019), Минск (1067), Орша (1067), Логойск (1078), Пинск (1097), Борисов (1102), Слуцк (1116), Гродно (1128), Гомель (1142). Города становятся политическими, экономическими и культурными центрами.
При Всеславе Брячиславиче Полоцкое княжество достигло пика своего могущества. Однако после его смерти начался упадок княжества.
После распада Киевской Руси Полоцкое княжество фактически стало независимым, но очень скоро раздробилось на отдельные княжества.

### Княжества на белорусских землях
- Волковысское княжество;
- Витебское княжество;
- Гродненское княжество;
- Друцкое княжество;
- Дубровицкое княжество;
- Изяславское княжество;
- Клецкое княжество;
- Лагожское княжество;
- Лукомское княжество;
- Минское княжество;
- Новогородское княжество;
- Полоцкое княжество;
- Свислочское княжество;
- Слонимское княжество;
- Слуцкое княжество;
- Смоленское княжество;
- Туровское княжество.

### Первые упоминания городов
- Полоцк — 862;
- Витебск — 1021;
- Туров — 980;
- Заславль — 986;
- Друцк — 1078;
- Волковыск — 1005;
- Копыль — 1006;
- Берестье — 1019;
- Новогрудок — 1044;
- Копысь — 1059, 1060;
- Браслав — 1065;
- Минск — 1067;
- Орша — 1067;
- Логойск — 1078;
- Лукомль — 1078;
- Пинск — 1097;
- Борисов — 1102;
- Слуцк — 1005;
- Гродно — 1127;
- Клецк — 1127;
- Мстиславль — 1135;
- Славгород — 1136;
- Кричев (Кречут) — 1136;
- Гомель — 1142;
- Рогачёв — 1142;
- Брагин — 1147;
- Мозырь — 1155;
- Чечерск — 1159;
- Речица — 1212;
- Слоним — 1252;
- Здзитов — 1252;
- Турейск — 1253;
- Могилёв — 1267;
- Каменец — 1276;
- Кобрин — 1287.

## Великое княжество Литовское
Соседство с балтийскими племенами на территориях современной Литвы было одним из факторов развития Полоцкого княжества. Балты использовались полоцкими князьями в междоусобицах 1156, 1161, 1181, 1198 годов, при борьбе с немецкими рыцарями в 1216 году, а князь Володарь Глебович «не целова хреста» в знак замирения с другими князьями, ибо «ходяше под Литвою в лесех».
В XIII веке литовский князь Миндовг объединил под своей властью часть балтийских и восточнославянских земель, положив начало государству, известному как Великое княжество Литовское. С 1392 года Полоцкое княжество стало административной единицей в составе Великого княжества Литовского, управлявшейся наместниками. Наибольшего территориального развития Великое княжество Литовское достигло во второй половине XIV века, когда его границы простёрлись от Балтийского до Чёрного морей с севера на юг, от Брестчины до Смоленщины с запада на восток. Светско-деловым языком Великого княжества был западнорусский письменный язык (в белорусской историографии используется название старобелорусский, в украинской историографии — староукраинский).
С середины XIII века в государственном построении земель, соответствующих территории современной Белоруссии, произошли кардинальные изменения. Земли Полоцкого княжества (на то время в него входили крупные уделы) были включены в состав Великого княжества Литовского. В основе этого постепенного процесса было множество причин, однако главные подчинялись целью создания политического, военного и экономического союза между Полоцкой и Литовской землями против крестоносцев, галицко-волынских князей, татаро-монголов. Окончательно Полоцкая земля вошла в состав Великого княжества Литовского на правах автономии, по договору, в 1307 году. В 1320 году в состав ВКЛ вошло Витебское княжество.
Процесс формирования Великого княжества Литовского был продолжительным. Династические браки, соглашения (в редких случаях — захват) между отдельными княжествами привели к возникновению федеративного объединения. Ведущую роль в нём играли древнерусские формы управления государством с соответствующими законами, языком, религией. На судьбу белорусских земель в ВКЛ значительно повлиял переход литовской знати в конце XIV века в католицизм. Великий князь Ягайло (1377—1392) в 1385 году согласился крестить население Литвы по католическому обряду, в качестве одного из условий получения трона польского короля (Кревская уния 1385 года).
Отсюда в ВКЛ начало назревать внутреннее напряжение между православным и католическим населением. Со времён принятия Городельского привилея 1413 года политическое положение в ВКЛ начало характеризоваться доминированием католической знати, получившей исключительное право на занятие государственных должностей и титул господ. Восточнославянские бояре и князья сохранили своё участие в делах ВКЛ, они поддерживали государство, способствовали росту его могущества, а также стремились увеличить своё влияние на принятие политических решений. Выразителем их интересов стал великий князь Свидригайло, который начал раздавать государственные должности, замки и волости православным русским и феодалам, что привело к длительной гражданской войне в Великом Княжестве Литовском 1432—1438 годов. В 1432 году Свидригайло убежал в Полоцк, где белорусские князья и бояре посадили его на престол Великого княжества Русского, таким образом произошёл кратковременный раскол ВКЛ, и Полоцк на определённое время стал столицей белорусского государства. Католические верхи ВКЛ пошли на компромисс. Ягайло привилеем 1432 года и Сигизмунд Кейстутович привилегией 1434 года уравняли православных феодалов в некоторых экономических и политических правах с католиками. При великом князе Казимире IV отдельным землям (Новогрудской, Полоцкой, Витебской, Смоленской и др.) были подтверждены права на автономное управление. Казимир утвердил судебник 1468 года — первый упорядоченный свод законов. После его смерти Московское государство начало войны за объединение земель Древней (Киевской) Руси. В ходе этих войн к Московскому государству в XV—XVI веках были присоединены некоторые восточнославянские земли ВКЛ. Начиная с конца XV века Великое княжество Литовское в результате серии войн начало уступать значительные территории Русскому государству. Ключевой битвой этого периода стала Ведрошская битва. Особенно трудная ситуация для литовских князей сложилась в 1514 году, когда войска Василия III с третьей попытки взяли Смоленск — стратегически важную крепость, закрывавшую путь вглубь княжества.
После неудач в войнах политические верхи ВКЛ начали вовлекать к более активному управлению государством крупных православных феодалов; православным уже фактически не запрещалось занимать важнейшие государственные посты. В 1563 году юридически отменено положение, по которому православные феодалы не могли заседать в хозяйском совете. Большое влияние на государственные дела имели магнаты Острожские, Ходкевичи, Сапеги, Ильиничи и прочие.
В 1508 году на территории современной Белоруссии появился целый ряд воеводств: Брестское, Витебское, Минское, Мстиславское, Новогрудское и Полоцкое. Воеводства делились на поветы.
На западнорусском письменном языке просветитель Франциск Скорина из Полоцка в 1517—1525 годах впервые среди восточных славян начал книгоиздательскую деятельность. Своды правовых документов — Статуты Великого княжества Литовского — явились классическим образцом оформленного феодального права средневековой Европы.
К середине XVI века окончательно оформился государственный строй ВКЛ, основы которого закреплены в Статуте Великого княжества Литовского 1529 года и Статуте Великого княжества Литовского 1566 года. Государственным языком ВКЛ являлся западнорусский. Главой государства считался великий князь. Совместно с советом он осуществлял высший суд. Рада ВКЛ (паны-рада) возникла в XV веке как совещательный орган при великом князе, а к концу XV — началу XVI веков превратилась в высший орган государственной власти. С XV века на заседание совета приглашались представители местных феодалов, то есть собирался сейм.
В 1413 году территория ВКЛ разделена на Виленское и Трокское воеводства. В начале XVI века образованы Полоцкое, Новогрудское, Смоленское и Подляское воеводства; в результате административно-территориальные реформы 1565—1566 годов — Брестское, Минское, Мстиславское воеводства, некоторые из них были разделены на уезды. Белорусская шляхта получила право участвовать в сеймиках, где выбирались послы (депутаты) на вальный сейм. Большое влияние на судьбу ВКЛ оказала Ливонская война 1558—1583 годов.

## Речь Посполитая
В ходе Ливонской войны Великое княжество Литовское, выступившее в 1561 году в поддержку Ливонского ордена, оказалось в тяжёлых условиях. В 1563 году Иван Грозный взял Полоцк, крупнейший город княжества. Появилась угроза столице государства Вильне. В поиске союзника Великое княжество Литовское обратилось к Королевству Польскому, с которым его связывали давние связи. Однако предложенные польской короной условия, фактически ведущие к ликвидации государственности великого княжества, не могли устроить литовскую сторону. Тогда Королевство Польское присоединило значительную часть земель Великого княжества Литовского (территорию современной Украины), что поставило литовскую государственность на грань уничтожения.
В итоге в 1569 году Королевство Польское и Великое княжество Литовское подписали Люблинскую унию, объединившись в Речь Посполитую. Избранный в 1575 году король Стефан Баторий сумел возвратить Полоцк и другие города Великого княжества Литовского. После этого он осадил Псков, но после неудачной осады тяжёлая война закончилась Ям-Запольским миром в 1582 году.
В середине XVI века Великое княжество Литовское было затронуто процессом Реформации. В Несвиже, Бресте, Клецке и десятках других городов возникли протестантские общины, известными деятелями Реформации стали Симеон Будный, Василий Тяпинский, Николай Радзивилл Чёрный и другие.
Брестская церковная уния 1596 года подчинила православную церковь на территории Речи Посполитой римскому папе. Это вызвало недовольство местного православного населения и привело к кровавому противостоянию униатов и православных, охватившему всю Западную Русь. На белорусских землях оно выразилось в ряде восстаний, таких как Могилёвское и Витебское. После подавления восстания в Витебске в 1623 году папа Римский Урбан VIII писал Сигизмунду III:
Ты увидишь, что твердыня, защищающая русских от унии, разрушилась, и дерзость тех, кои утешались бедствием католической религии, усмирится
Однако, в отличие от центральных и восточных украинских земель, сопротивление православных в Великом княжестве Литовском в течение XVII века было сломлено и произошло интенсивное распространение католической и униатской церквей по всей территории Белоруссии. Литовская аристократия в массе своей полонизировалась, возник культурный, языковой и религиозный разрыв между высшими и низшими слоями общества.
В 1696 году западнорусский письменный язык был окончательно выведен из употребления в делопроизводстве в пользу польского языка. На культурную жизнь Белоруссии в XVII веке большое воздействие оказала контрреформация, носителем которой стал орден иезуитов. Деятельность ордена была неоднозначной, но в основном она способствовала бурному подъёму в то время просветительства, образования, литературы, театров, музыки, архитектуры, изобразительного искусства. Именно в среде иезуитов развернулось творчество выдающихся мастеров, полемистов, писателей, проповедников. Движение контрреформации способствовало вхождению и усвоению белорусским искусством и архитектурой стиля барокко.
XVII век на белорусских землях был временем непрекращающихся военных действий, сопровождавшихся голодом, эпидемиями и массовыми миграциями населения. Так, с 1648 года в ходе восстания Богдана Хмельницкого на территории современной Белоруссии значительно сократилась численность населения. Значительными были также войны между Россией и Речью Посполитой 1632—1634 годов и 1654—1667 годов за земли на северо-востоке и юге Белоруссии, а также за украинские земли. Только перемирие, заключённое в Андрусово (1667), прекратило это противостояние. Но уже в конце XVII века возросла напряжённость между Речью Посполитой и Швецией. Это вылилось в Северную войну 1700—1721 годов. Речь Посполитая выступала в союзе с Россией, а военные действия происходили в основном на территории Белоруссии. В 1708 году в районе Могилёва произошло сражение при Головчине между шведскими и русскими войсками, закончившееся победой первых. Сложные внешние обстоятельства, продолжающиеся осады городов, пожары делали невыносимым положение населения Белоруссии, которое выступало с оружием против властей или спасалось бегством за пределы государства.
Белорусские земли, обессиленные Северной войной, с безлюдными и разрушенными городами, сожжёнными деревнями, представляли собою ужасное зрелище. Неслучайно в течение XVIII века здесь произошли сильные крестьянские выступления. Вместе с анархической политикой магнатов, вольностью знати это создавало условия для проведения буржуазно-демократических реформ.
В 1764 году на польский престол вступил Станислав Август Понятовский (Август IV). Его попытки по совершенствованию системы управления государством не имели успеха. Знать по-прежнему не хотела видеть той пропасти, перед которой оказалась страна. Показательным в этом плане является создание так называемой Барской конфедерации. Толчком для неё стали постановление сейма 1768 года о свободе вероисповедания, равноправии религий в Речи Посполитой, запрет смертной казни крепостных, которая вызвала объединение реакционных магнатов и шляхты, вооружённое восстание. Екатерининский ставленник Август IV обратился за помощью к России. Мятеж был подавлен, но это только приблизило крах государства.
В 1772 году произошёл первый раздел Речи Посполитой между Россией, Австрией и Пруссией, затем — ещё два, в 1793 и 1795 годах. В результате Речь Посполитая перестала существовать как государство. Земли современной Белоруссии перешли под контроль Российской империи.

## Российская империя
В результате первого раздела Речи Посполитой (1772) к России отошли Витебск и Полоцк. На присоединённых к России территориях была образована Могилёвская губерния. В результате второго раздела (1793) к России отошёл Минск. В результате третьего раздела (1795) границы России вышли к Бресту.
На присоединённых территориях со славянским населением российское правительство начало проводить политику русификации.
12 декабря 1796 года Павел I учредил Белорусскую губернию с центром в Витебске (Вильно стало центром Литовской губернии). Губерния была разделена на 16 уездов, среди которых были уезды современных Витебской, Гомельской и Могилёвской областей, а также западная Россия (Невель и Себеж) и восточная Латвия (Двинск и Люцин). На территории Белоруссии среди местных евреев распространяется учение Хабад.

### Белоруссия в годы Отечественной войны 1812 года
В начале Отечественной войны 1812 года после занятия Вильна Наполеон на территории бывшего Великого княжества Литовского создал 2 генерал-губернаторства: «Литовское генерал-губернаторство» и «Белорусское генерал-губернаторство».
На севере Белоруссии российская армия графа Витгенштейна вела арьергардные бои (Сражение под Клястицами, Первое сражение под Полоцком), прикрывая подступы к Санкт-Петербургу. В июне 1812 года в окрестностях Гродно произошла стычка казаков Матвея Платова с наступающей армией Наполеона. 26 июня (8 июля) 1812 года французский маршал Даву занял Минск. По сообщениям французской печати, народ приветствовал Даву словами: «Да здравствует Наполеон, Избавитель Польши». 10 (22) июля 1812 года в окрестностях Мира произошёл ещё один бой между русскими казаками и наступающей армией Наполеона. 16 (28) июля 1812 года Наполеон въехал в Витебск. Ситуация осложнялась тем, что в составе французской армии воевали польские формирования (генерал Домбровский), которым сочувствовала местная полонизированная шляхта. В ноябре 1812 года русские войска вернули контроль над Минском, французы после битве при Березине продолжили отступление на запад и в декабре покинули границы Российской империи.

### Польские восстания на территории Белоруссии
В 1830 году полонизированная местная шляхта присоединилась к Польскому восстанию, что привело к деполонизации региона. Была инициирована политика «разбора шляхты», согласно которой лица, претендовавшие на дворянские (шляхетские) звания, были обязаны предоставить веские доказательства. Определённое количество людей в результате лишилось дворянского статуса.
В 1839 году состоялся Полоцкий собор, который упразднил Брестскую унию 1596 года и утвердил церковное объединение Белоруссии и России. Под решениями Полоцкого собора подписалось 1305 униатских священников. Решающую роль в этом воссоединении сыграл епископ Литовской греко-униатской епархии Иосиф (Семашко). Из церквей убирались органы и устанавливались иконостасы. Среди православного населения всё большую популярность набирала идеология западнорусизма, согласно которой Белая Русь трактовалась как Западная Россия, а белорусы — составная часть триединого русского народа. Эту идею проводил, среди прочих, «Вестник Юго-Западной и Западной России», начавший выходить в 1862 году под редакцией Ксенофонта Говорского. Из историков концепцию западнорусизма развивал Михаил Коялович.
В 1863—1864 годах на территории Царства Польского и Северо-Западного края вспыхнуло очередное Польское восстание, главной целью которого было восстановление Речи Посполитой. В Северо-Западном крае восстанием, не поддержанным белорусским крестьянством, руководил Константин Калиновский, представитель радикального левого крыла повстанцев. Результативными мерами, принятыми новым виленским генерал-губернатором Михаилом Муравьёвым, восстание было подавлено. Калиновский был арестован, осуждён и повешен. В целях сокращения социальной базы восстания правительство проводило меры, направленные на улучшение социально-экономического положения населения, а также деполонизацию образовательной, культурной и общественной сферы.

### Беларусь на рубеже XIX—XX веков
Реформы 1860—1870-х годов ускорили социально-экономическое развитие Беларуси, содействовали становлению капитализма. В середине ноября 1871 года открылось регулярное железнодорожное движение на участке Смоленск — Орша — Борисов — Минск — Брест. Закон о земстве в западных губерниях был принят лишь в 1911 году.
Революционная волна начала XX века способствовала подъёму волны белорусского национального движения.
Всероссийская перепись населения Российской империи 1897 года выявила преобладание белорусского языка практически на всей территории современной Республики Беларусь, за исключением территорий Брестского и Кобринского уездов, в которых преобладал украинский язык. Белорусскоязычные также являлись самой многочисленной языковой группой в Суражском, Краснинском, Велижском и Невельском уездах, территории которых сегодня являются частью России, Виленском уезде, территории которого сегодня являются частью Литвы, и Сокольском уезде, территории которого сегодня являются частью Польши.
Идея самостоятельности белорусского народа была впервые выдвинута народнической группой «Гомон», действовавшей среди белорусских студентов в Петербурге в 1880-е годы под влиянием аналогичных украинских групп. В 1902 году появилась Белорусская социалистическая громада. В 1906 году появилась первая газета на белорусском языке «Наша нива». Вместе с тем в Белоруссии продолжали сохранять своё влияние идеи западнорусизма. Так, в 1912 году начала издаваться пророссийская газета «Минское русское слово».

## Беларусь в Первой мировой войне
В Первую мировую войну (1914—1918) территория Беларуси стала ареной активных боевых действий. С начала войны в Барановичах, а с 8 (21) августа 1915 года — в Могилёве располагалась Ставка Верховного главнокомандующего. В 1915 году германскими войсками были оккупированы западные территории современной Беларуси, с которых русскими властями были демонтированы или вывезены в другие губернии России 432 промышленных объекта, ряд учебных заведений. Также из прифронтовых Минской, Могилёвской и Витебской губерний вывезли 29 предприятий, а летом 1915 года в местностях, находящихся под угрозой оккупации, провели уничтожение посевов и запасов сельскохозяйственной продукции с выплатой крестьянам компенсации по государственным расценкам. Из Беларуси был также эвакуирован в Россию и на Украину ряд учебных заведений. На оккупированной немцами территории был организован Белорусский народный комитет.
Война привела к инфляции, значительному использованию женского и детского труда, в прифронтовой полосе мирное население мобилизовывалось на военные работы (например, в конце 1916 года в Минской губернии мобилизовано было 219,3 тысячи мужчин и женщин). Западные земли, оккупированные немцами в 1915 году (около 50 тысяч км²), были разделены на военно-административный округ Обер-Ост, военно-операционную полосу и Брест. Оккупированные в 1915 году территории были подчинены военному германскому командованию, которое ввело ряд ограничений для местного населения (паспорта с отпечатками пальцев даже для детей, система пропусков при выезде с места жительства): офицерам германской армии были отданы в управление помещичьи имения, чьи владельцы бежали в Россию. Также была выпущена оккупационная валюта — оберост-рубль.
Население оккупированной в 1915 году территории было обложено налогами — подушным (8 марок в 1917 году с лица от 15 до 60 лет), на промышленность и торговлю. Также практиковались реквизиции сельскохозяйственной продукции, запрет без специального разрешения убивать домашний скот и птицу (разрешение предполагало сдачу части мяса властям). В 1915 году были введены принудительные оплачиваемые работы для женщин 18—45 лет и мужчин 16—50 лет. В 1915 году в Беловежской пуще начали работу 7 лесопилок. Вместе с тем германские оккупационные власти открыли ряд белорусских, литовских и еврейских школ, где также было введено обязательное изучение немецкого языка (учить детей на русском было запрещено).

## Белоруссия после Февральской революции
В марте 1917 в Минске состоялся съезд белорусских национальных организаций, который выдвинул требования государственной автономии Белоруссии в составе Российской Федеративной Демократической Республики и избрал исполнительный орган — Белорусский национальный комитет (БНК). В июле 1917 состоялся съезд белорусских организаций и партий, вместо БНК была создана Центральная рада белорусских организаций, реорганизованная в Великую белорусскую раду.
5 декабря 1917 года начал работу I Всебелорусский съезд, на котором обсуждались вопросы белорусской государственности. Участники съезда разделились на сторонников Великой Белорусской рады (сторонники независимости) и Белорусского Областного Комитета (сторонники широкой автономии в составе России). Участники съезда приняли компромиссное решение создать Всебелорусский совет крестьянских, солдатских и рабочих депутатов. Всебелорусский совет должен был подготовить созыв Учредительного собрания для решения вопроса о государственном устройстве Белоруссии. Однако уже 18 декабря Совет народных комиссаров Западной области и фронта принял решение разогнать съезд.

### Белорусская Народная Республика
25 марта 1918 года представители белорусского национального движения в условиях немецкой оккупации объявили о создании независимой Белорусской Народной Республики (БНР).
После ухода немецких войск территория, на которой функционировали структуры БНР, была без сопротивления занята Красной армией, правительство БНР было вынуждено эмигрировать в Вильно.
В ноябре — декабре 1920 года белорусские эсеры возглавили Слуцкое восстание под лозунгами восстановления БНР.

### Советская Социалистическая Республика Белоруссия
В ноябре 1918 — феврале 1919 годов Красная армия осуществила Белорусскую операцию по занятию оставляемых Германией белорусских территорий. Среди коммунистов не было единого мнения насчёт целесообразности создания отдельной белорусской советской республики. Против создания белорусского советского государства выступали представители Облисполкомзапа и СНК Западной области. «Областники» рассматривали территорию Белоруссии как часть РСФСР. Их взгляды формировались под влиянием идеи мировой социалистической революции, а в самоопределении народов и образовании национальных государств они видели препятствие на пути к ней. Они аргументировали это тем, что белорусы не являются самостоятельной нацией, и поэтому принцип самоопределения им не подходит. За выступали белорусские коммунистические организации (Белнацком и белорусские секции при РКП(б)), поддержанные впоследствии руководством РСДРП(б).
Правительство Советской Белоруссии было создано на VI конференции организаций РСДРП(б) Северо-Западной области России, проходившей в Смоленске 30—31 декабря 1918 года. Там же, в Смоленске, 1 января 1919 года было провозглашено об образовании Советской Социалистической Республики Белоруссия (ССРБ) в составе РСФСР. В советской и современной белорусской историографии 1 января 1919 года считается датой первого провозглашения БССР.
8 января 1919 года правительство ССРБ переехало из Смоленска в Минск, после того, как Минск покинули германские оккупационные войска. 31 января ССРБ вышла из состава РСФСР, а её независимость официально признало правительство Советской России. При этом 16 января на пленуме ЦК РКП(б) было принято решение о выделении из белорусской республики Витебской, Смоленской и Могилёвской губерний, которые передавались в состав РСФСР. В составе ССРБ оставались две губернии — Минская и Гродненская.
2 февраля 1919 года в Минске собрался I Всебелорусский съезд Советов рабочих, солдатских и красноармейских депутатов, принявший 3 февраля Конституцию ССРБ.

### Белоруссия в годы Советско-польской войны
9 февраля польские войска вступили в Брест-Литовск, началась Советско-польская война. 27 февраля 1919 года ССРБ объединилась с Литовской ССР в Литовско-Белорусскую Советскую Социалистическую Республику (ЛитБел), просуществовавшую до 17 июля 1919 года. 28 февраля подразделения генерала Ивашкевича атаковали войска РККА по реке Щара и 1 марта заняли Слоним, а части Листовского 2 марта взяли Пинск.
В марте 1919 года в Гомеле вспыхнул Стрекопытовский мятеж. 17—19 апреля поляки заняли Лиду, Новогрудок и Барановичи. 28 апреля поляки заняли город Гродно, оставленный немцами. 8 августа польские войска заняли Минск. 29 августа, несмотря на упорное сопротивление Красной армии, поляками был взят Бобруйск.
6 марта 1920 года польские войска начали наступление в Белоруссии, захватив Мозырь. 10 июля в результате натиска Красной армии под командованием Тухачевского поляки оставили Бобруйск, 11 июля — Минск. 26 июля в районе Белостока РККА перешла уже непосредственно на польскую территорию, а 1 августа советским войскам почти без сопротивления был сдан Брест. По результатам Рижского мирного договора 1921 года к Польше отходили территории Западной Белоруссии, находящиеся к востоку от линии Керзона, на которых преобладало белорусское население.

## Белорусская ССР
31 июля 1920 года произошло второе провозглашение ССРБ. В 1922 году ССРБ (с этого времени — Белорусская Социалистическая Советская Республика, БССР) вошла в состав СССР.

### БССР в 1920—1930-е годы
В марте 1924 решение о передаче 15 уездов и отдельных волостей Витебской, Гомельской и Смоленской губерний к БССР было принято ЦИК СССР и утверждено VI чрезвычайным съездом советов БССР. Однако согласно первоначальному плану 1923 года, в БССР должны были войти также Гомельский и Речицкий уезды Гомельской губернии и Велижский, Невельский и Себежский уезды Витебской губернии, однако границы были пересмотрены комиссией ЦИК СССР с участием её секретаря и начальника комиссии по районированию Тимофея Сапронова. Территория БССР увеличилась до 110 584 км², население — до 4,2 млн человек. 70,4 % населения составляли белорусы. Этот этап в истории республики в советской историографии получил название «Первое укрупнение Белорусской ССР».
В середине 1920-х годов в БССР активно проводилась белорусизация — комплекс мер по расширению сферы применения белорусского языка и развитию белорусской культуры.
После переворота Юзефа Пилсудского в Польской Республике 12 мая 1926 года интерес к присоединению Гомельского и Речицкого уездов к БССР проявил НКИД СССР. Планировалось, что воссоединение всех восточнобелорусских земель в рамках БССР не позволит польскому руководству заигрывать с национальными меньшинствами. Уже 4 декабря 1926 года секретарь ЦК ВКП(б) Николай Шверник проинформировал Гомельские губернский и городской комитеты КП(б) о присоединении Гомельского и Речицкого уездов к БССР. Таким образом, решения о расширении границ БССР и присоединении к ней восточных белорусских земель принимались в Москве. Территория БССР увеличилась на 15 727 км², а население — на 649 тысяч человек. Это было так называемое «Второе укрупнение Белорусской ССР».
В 1920—1930-е годы в Советской Белоруссии активно шли процессы индустриализации, сформировались новые отрасли промышленности и сельского хозяйства.
К началу индустриализации в БССР проживало 3,4 % населения и производилось всего 1,6 % промышленной продукции СССР. Развивались преимущественно лёгкая, пищевая, деревообрабатывающая и химическая промышленность, а начиная со второй пятилетки — машиностроение и производство строительных материалов. Значительное внимание уделялось такой трудоёмкой отрасли, как текстильная, поскольку её развитие позволяло быстро решить проблему безработицы и аграрного перенаселения. Во время первых двух пятилеток были открыты Гомельский завод сельскохозяйственного машиностроения «Гомсельмаш», швейная фабрика «Знамя индустриализации» и фабрика КИМ в Витебске, Оршанский льнокомбинат, Кричевский цементный завод, Могилёвский авторемонтный завод, Гомельский стеклянный завод, две очереди БелГРЭС. Было построено 11 крупных торфозаводов. За 3 пятилетки промышленное производство в БССР выросло в 23 раза. Перед началом Второй мировой войны БССР производила 33 % общесоюзного производства фанеры, 27 % спичек и 10 % металлорежущих станков.
Политика развития хуторов 1920-х годов сменилась активной коллективизацией 1930-х.
В 1920-е годы белорусский, идиш, польский и русский были официальными языками БССР. Некоторое время лозунг «Пролетарии всех стран, соединяйтесь!» был начертан на гербе БССР на всех четырёх языках. В БССР в 1932—1938 годах существовала польская национальная автономия Дзержинский польский национальный район.
По результатам переписи 1926 года в Белорусской ССР проживало 80,6 % белорусов, 8,2 % евреев, 7,7 % русских и 2 % поляков. При этом 67,2 % назвали своим родным языком белорусский, 23,4 % — русский, 7,5 % — идиш, и около 1 % — польский. Преимущественно белорусскоязычными являлись Минский, Слуцкий, Борисовский, Мозырский, Бобруйский, Полоцкий, Витебский, Оршанский, Могилёвский и Калининский округа, преимущественно русскоязычными — Речицкий и Гомельский округа (при этом белорусы в них были самой крупной этнической группой).
Во время языковой реформы 1933 года произошёл отказ от «тарашкевицы» — в белорусский язык было введено более 30 фонетических и морфологических особенностей, которые сблизили его с русским языком.
В ходе репрессий многие представители интеллигенции, культурной и творческой элиты, зажиточные крестьяне были расстреляны, сосланы в Сибирь и Среднюю Азию. Из 540—570 литераторов, печатающихся в Белоруссии в 1920—1930-х годах было репрессировано не менее 440—460 (80 %), а если учитывать авторов, вынужденных покинуть родину, то репрессиям подверглись не менее 500 (90 %), четверть от всего количества литераторов (2000), репрессированных в СССР. Количество прошедших через лагеря оценивается примерно в 600—700 тысяч человек, расстрелянных — не менее 300 тысяч человек. Определённую часть репрессированных составляли поляки из ликвидированного в 1938 году Польского национального района, которые были депортированы в Казахстан и Сибирь.

### Западная Белоруссия в составе Польской Республики
Территория Западной Белоруссии и прилегающие к ней украинские, литовские и польские территории была разделена властями Польши между четырьмя воеводствами: Белостокским, Виленским, Новогрудским и Полесским.
На территории Западной Белоруссии польское правительство не соблюдало положения Рижского договора о равноправии всех этнических групп и проводило политику полонизации непольского населения. К марту 1923 года из 400 существовавших белорусских школ осталось 37. Одновременно в Западной Белоруссии было открыто 3380 польских школ. В 1938—1939 годах оставалось только 5 общеобразовательных белорусских школ. 1300 православных церквей было преобразовано в католические, нередко с применением насилия. По данным «Энциклопедии истории Белоруссии», в период 1921—1939 годов с этнических польских земель в Западную Белоруссию было переселено около 300 тысяч колонистов-«осадников», а также польских чиновников разных категорий. Осадникам передавались имения, принадлежащие лицам, «враждебным Польше», и государственные земли.
По данным переписи 1931 года, в Польской Республике проживал почти 1 миллион указавших белорусский язык родным, а также более 700 тысяч указавших родным языком «тутэйший» (преимущественно жители Западного Полесья).
После выборов 1922 года 11 депутатов и 3 сенатора от западно-белорусских земель образовали «Белорусский депутатский клуб», целью которого была защита интересов белорусского населения Польши. В октябре 1923 года на правах автономной организации в составе компартии Польши (КПП) была организована Коммунистическая партия Западной Белоруссии (КПЗБ). В 1925 была основана Белорусская крестьянско-рабочая громада (БКРГ). После установления в Польше авторитарного режима «санации» в 1926 году происходило всё большее ущемление культурных прав национальных меньшинств. В январе 1927 года лидеры БКРГ Бронислав Тарашкевич, Симон Рак-Михайловский и другие, являвшиеся депутатами польского сейма, были арестованы, а в марте БКРГ была запрещена. В 1928 году в сейм от белорусских земель было выбрано 10 депутатов-белорусов и 2 сенатора, в 1930 — всего 1 белорусский депутат, а в 1935 и 1938 — ни одного. В 1934 году в городе Берёза-Картузская (ныне г. Берёза, Брестская область) действовал польский концентрационный лагерь в качестве места внесудебного интернирования на срок до 3 месяцев противников правящего режима. Удар по национально-освободительному движению нанесло и решение Коминтерна 1938 года о роспуске КПП и КПЗБ как её составной части (якобы в их руководство проникли вражеские агенты). Позднее многие из бывших руководителей КПЗБ были репрессированы.
В середине 1930-х годов 43 % западных белорусов были по-прежнему неграмотны, а студентов-белорусов во всей Польше не насчитывалось и 200 человек. Мировой экономический кризис тяжело отразился на страдающей от экономической отсталости и аграрного перенаселения Западной Белоруссии, многие десятки тысяч жителей Западной Белоруссии эмигрировали в Западную Европу и Америку. На территории Западной Белоруссии до того, как та перешла под польский контроль, функционировало 400 белорусских школ, 2 учительские семинарии, 5 гимназий. До 1939 года все белорусские учебные заведения были ликвидированы. На территории Западной Белоруссии в те годы не было ни одного белорусского театра, музыкального учреждения, отсутствовали радиовещание и кинематограф на белорусском языке.

### Присоединение Западной Белоруссии к БССР
На основании договора о разделе сфер влияния между Германией и СССР, 17 сентября 1939 года советские войска заняли территорию Западной Белоруссии. В тылу польских войск белорусские коммунисты подняли Скидельское восстание. 22 сентября Красная армия вступила в Брест. 28 сентября 1939 года был подписан Договор о дружбе и границе между СССР и Германией, который установил границу СССР и Германии и тем самым задал западную границу Западной Белоруссии. Южная часть занятой советскими войсками территории Восточной Польши (Западная Украина) были переданы в состав Украинской ССР, а город Вильно и его окрестности, с севера граничащие с Западной Белоруссией, в соответствии с секретным протоколом пакта Молотова — Риббентропа уже 10 октября 1939 были переданы Литве.
22 октября 1939 года состоялись выборы в Народное собрание Западной Белоруссии, которое работало 28—30 октября в Белостоке. Оно приняло ряд важных решений, в том числе декларацию о вхождении Западной Белоруссии в состав Белорусской ССР и решения о национализации промышленности и конфискации земель помещиков. 14 ноября 1939 года на внеочередной Третьей сессии Верховного совета Белорусской ССР был принят Закон о принятии Западной Белоруссии в состав Белорусской Советской Социалистической Республики. В результате объединения площадь Белорусской ССР составила 225,7 тысячи км², а население — 10,2 млн человек. Западная Белоруссия была разделена на 5 областей — Барановичскую, Белостокскую, Брестскую, Вилейскую и Пинскую.
После того как летом 1940 года был установлен советский контроль над Литвой, 6 ноября 1940 года в состав Литовской ССР из состава Белорусской ССР были переданы 2,6 тысячи км² территории с городами Свенцяны (из Вилейской области), Солечники (из Барановичской области) и Друскеники (из Белостокской области) с окрестностями.

### Великая Отечественная война
В начале Великой Отечественной войны территорию Белоруссии оккупировали немецкие войска. Территория Белоруссии была объявлена генеральным округом в составе рейхскомиссариата Остланд. Некоторая часть территории Западной Белоруссии (т. н. Округ Белосток, включающий в себя Белосток и Гродно) предполагалась к включению в состав германской Восточной Пруссии. В декабре 1943 было создано правительство Белорусской центральной рады, которая имела в основном совещательные и карательные функции.
Партизанское движение, широко развернувшееся в Белоруссии, стало важным фактором, вынуждавшим гитлеровцев держать здесь значительный контингент и способствовавшим скорейшему освобождению Белоруссии. В 1944 году всего в партизанских отрядах на территории Белоруссии насчитывалось 373 942 человека.
Восточные и юго-восточные районы Белоруссии были освобождены Красной армией осенью 1943 года, а вся республика целиком — летом 1944 года в ходе операции «Багратион».
На территории Белоруссии немецкими оккупантами было создано 287 концентрационных лагерей, в которых было уничтожено около 1,7 млн человек гражданского населения и советских военнопленных.
С территории Белоруссии гитлеровцами на работы в Германию было вывезено 399 374 человек.
Согласно данным Мемориального комплекса Хатынь, всего немцы и коллаборационисты провели в Белоруссии более 182 крупных карательных операций; население районов, подозреваемых в поддержке партизан, уничтожалось, угонялось в лагеря смерти или на принудительные работы в Германию. Из 9857 населённых пунктов, разрушенных и сожжённых немецкими оккупантами и коллаборационистами в Белоруссии, свыше 5460 были уничтожены вместе со всем или с частью населения. Согласно другим данным, количество уничтоженных населённых пунктов в ходе карательных операций — 628.
Некоторые историки считают, что имело место проведение карательных операций против мирных жителей советскими партизанами.
Количество жертв Второй мировой войны в Белоруссии подвергается спорам и оценивается разными исследователями в диапазоне 2,5—3 млн человек.
В результате Холокоста было уничтожено, по разным оценкам, от 400 до 840 тысяч евреев из почти миллионной их довоенной численности. По подсчётам Э. Г. Иоффе, на территории Белоруссии, включая Белостокскую область, за годы Великой Отечественной войны погибло 946 тысяч евреев, из них 898 тысяч непосредственно в результате «окончательного решения еврейского вопроса» и 48 тысяч — на фронтах). В Бресте, например, из 25 000 евреев в 1941 году, к 1945 году осталось в живых лишь 186 человек.
После окончания войны на территории Белоруссии ещё несколько лет действовали антисоветские партизанские группы. С некоторыми из них пытались установить связь западные спецслужбы. Отряды НКВД устраивали карательные операции против антисоветского подполья.

### Послевоенное время
В 1945 году, после окончания Великой Отечественной войны, БССР была учредителем и вошла в состав Организации Объединённых Наций. 26 июня 1945 года Кузьма Киселёв во главе делегации Белорусской ССР подписал Устав ООН, который был ратифицирован Президиумом Верховного Совета БССР 30 августа 1945 года. В ноябре — декабре 1945 года белорусская делегация приняла участие в работе Подготовительной комиссии Генеральной Ассамблеи Объединённых Наций в Лондоне, на которой глава делегации Белорусской ССР Киселёв был избран вице-председателем четвёртого комитета.
В августе 1945 года была установлена новая граница между БССР и Польшей. Белостокская область и 3 района Брестской области отходили Польше.
Во время оккупации школьные здания, а также оборудование были уничтожены. Ремонтом и строительством школ занимались строители, учителя, родители учеников, военнослужащие. Это позволило уже в 1945/46 учебном году ввести в действие 80 % от довоенного количества школ. В 1950/51 учебном году количество учеников было меньшим, чем в довоенные годы. Это результат больших потерь в годы войны. Чтобы привлечь к учёбе детей, которые в связи с войной не посещали школу, в начальные классы принимали детей до 15-летнего возраста, а в первый и второй классы — одиннадцатилетних.
В первый учебный год в восстановленных школах работало только около половины учителей по сравнению с довоенным периодом. В школы на работу направлялись демобилизованные из армии бывшие учителя. В результате уже в 1946 году количество учителей составило 80 % от довоенного.
В 1959 году в Витебске при земляных работах на площади Свободы была найдена первая в Белоруссии берестяная грамота, датируемая рубежом XIII и XIV веков.
В первые послевоенные годы БССР продолжала развиваться по сталинской модели социалистического общества. В западных областях была завершена коллективизация. В 1947—1948 за публикации в журнале «Science» и за открытое выступление против взглядов Т. Лысенко был сначала смещён с должности президента АН БССР, а затем и изгнан из неё генетик А. Жебрак. В 1949 году в честь 70-летия И. Сталина ЦК КП(б)Б направил прошение секретарю ЦК ВКП(б) Г. Маленкову, в частности, с предложениями переименовать город Бобруйск в Сталинск, а также присвоить Минскому тракторному заводу имя Сталина.
В 1950—1970-е годы быстрыми темпами шло дальнейшее развитие страны. Экономика Белоруссии была ключевой частью народнохозяйственного комплекса СССР, Белоруссию называли «сборочным цехом» советской экономики. Наиболее активно развивались машиностроение и химическая промышленность (Солигорские калийные комбинаты, нефтеперерабатывающие заводы в Новополоцке и Мозыре, «Белшина»).
В 1985 году в БССР насчитывалось 209 городов и посёлков городского типа и 26 040 сельских населённых пунктов. В результате ускоренного промышленного развития страны получили значительное развитие процессы урбанизации, связанные с необходимостью обеспечить промышленные предприятия рабочей силой, в том числе и высококвалифицированной.
На территории БССР размещался Белорусский военный округ, одна из наиболее крупных и боеспособных группировок Советской армии. Более 32 тысяч белорусов воевали в составе советского контингента в Афганистане. Погибла почти тысяча белорусов, ещё столько же вернулось домой инвалидами.
Послевоенная русификация Белорусской ССР привела к значительному ухудшению позиций белорусского языка во многих сферах общественной жизни республики и усилению роли русского.

### Перестройка, авария на ЧАЭС, акции протеста в Минске
На общественно-политическую жизнь БССР во время перестройки наибольшее влияние оказали 2 события — авария на ЧАЭС и имевшее огромный резонанс в обществе обнаружение мест массовых расстрелов в Куропатах под Минском.
Обнаружение мест массовых расстрелов в Куропатах стало для БНФ поводом к началу антисоветских акций протеста.
Первый митинг, проведённый 30 октября 1988 года, был разогнан милицией с применением слезоточивого газа.
24—25 июня 1989 года в Литве был проведён съезд БНФ. На нём была утверждена программа партии. В Минске были проведены акции протеста. На митинге 19 февраля 1989 года, который собрал 40 тысяч человек, было объявлено о намерении восстановить символику Белорусской Народной Республики (1918—1919) — бело-красно-белый флаг и герб «Погоня». Тем не менее выборы в Верховный совет Белоруссии закончились для БНФ неудачно. После них был проведён новый митинг, который собрал около 100 тысяч человек. Затем БНФ провело ряд многочисленных демонстраций на площади Ленина.
Политические процессы конца 1980-х — начала 1990-х годов привели к распаду СССР.

## Декларация о государственном суверенитете
Под давлением БНФ, 27 июля 1990 года Верховный Совет БССР принял Декларацию о государственном суверенитете. Решение о подготовке Декларации было принято 18 июня 1990 года под влиянием Декларации о государственном суверенитете РСФСР 12 июня. Проект декларации был представлен 23 июля и находился на утверждении по статьям и отдельным формулировкам. В итоге 27 июля за принятие Декларации целиком проголосовало 229 депутатов из 232 зарегистрировавшихся (при трёх не голосовавших).
7 ноября 1990 года, в Минске прошёл крупнейший антикоммунистический оппозиционный митинг в истории БССР.
17 марта 1991 по итогам референдума о сохранении СССР 82,7 % проголосовавших высказались за сохранение СССР, «как обновлённой федерации равноправных суверенных республик».
Однако после событий августа 1991 Верховный Совет БССР 25 августа 1991 принял решение о придании Декларации о государственном суверенитете статуса конституционного закона. В тот же день были также приняты постановления об обеспечении политической и экономической самостоятельности республики и о приостановке деятельности КПБ. 19 сентября 1991 года Белорусская Советская Социалистическая Республика была переименована в Республику Беларусь, были приняты новый государственный герб и новый государственный флаг, а позднее — новая Конституция и гражданский паспорт.

## Распад СССР
8 декабря 1991 в результате Беловежских соглашений Беларусь вошла в Содружество Независимых Государств. Верховный Совет Республики Беларусь ратифицировал соглашение об образовании СНГ и денонсировал Союзный договор 1922 года 10 декабря 1991.
Коммунистическая партия Советского Союза на Пленуме (1985) и XXVII съезде (1986) определила новый политический курс, направленный на ускорение социально-экономического развития государства, исправление допущенных ошибок и всестороннее обновление общества, что явилось реакцией на объективно назревшую необходимость реформирования всех сфер общественной жизни. Позже этот курс уточнялся на XIX Всесоюзной партийной конференции КПСС (1988) и XXVIII съезде КПСС, однако действительность вносила в его реализацию свои коррективы, поэтому направления нового курса в общественной жизни СССР были осуществлены лишь частично.
С началом Перестройки в СССР постепенно увеличивалась роль Верховного Совета БССР, авторитет же Коммунистической партии Белоруссии падал. Именно Верховный Совет на заседании 26 января 1990 года наделил белорусский язык статусом государственного. Верховный Совет признал существование проблемы Чернобыля.

## Современная Беларусь
25 августа 1991 года, пятая внеочередная сессия Верховного Совета (24—25 августа 1991 года) приняла закон «О придании статуса конституционного закона Декларации Верховного Совета Белорусской ССР о государственном суверенитете Белорусской Советской Социалистической Республики» и постановление «Об обеспечении политической и экономической самостоятельности Белорусской ССР».
После распада СССР Беларусь была парламентской республикой. Первым председателем Верховного Совета Республики Беларусь был Станислав Шушкевич.
В 1992 году была введена национальная валюта, началось формирование собственных вооружённых сил.
В 1993 году Беларусь подписала Договор о нераспространении ядерного оружия — и вскоре все ядерные вооружения были окончательно выведены с территории страны. В этом же году Беларусь ратифицировала Международный пакт о гражданских и политических правах.
15 марта 1994 года Верховный Совет принял конституцию Беларуси, по которой она объявлялась унитарным демократическим социальным правовым государством. В соответствии с Конституцией Беларусь является президентской республикой.

### Правление Александра Лукашенко
В июне — июле 1994 года состоялись выборы президента, прошедшие в два тура. В результате всенародного голосования первым президентом Беларуси был избран Александр Лукашенко.
В 1995 году прошли выборы в Верховный Совет XIII созыва. Председателем ВС был избран лидер аграрной партии Семён Шарецкий. Был проведён референдум, по результатам которого были приняты новые флаг и герб, за основу новой символики был взят флаг и герб БССР. Также был одобрен курс экономической интеграции с Российской Федерацией.
12 сентября 1995 года на четвёртый день кубка Гордона Беннета недалеко от города Берёза воздушный шар с американскими воздухоплавателями был расстрелян вертолётом Ми-24 белорусских ВВС.
2 апреля 1996 года для объединения гуманитарного и экономического пространства было создано Сообщество России и Беларуси с координационными и исполнительными органами.
В 1996 году президент Лукашенко инициировал проведение референдума по изменению конституции. Верховный Совет посчитал действия президента попыткой расширения власти. Оппозиционные депутаты начали сбор подписей, необходимых для начала процедуры импичмента. В качестве посредников для урегулирования политического кризиса прибыли депутаты Госдумы России во главе со спикером Геннадием Селезнёвым. Было подписано соглашение о том, что депутаты не проводят процедуру импичмента до подведения итогов референдума, результаты которого по решению Конституционного суда должны были иметь консультационный статус.
24 ноября 1996 года был проведён республиканский референдум по изменению конституции. Менялась структура законодательной власти: вместо Верховного Совета был сформирован новый двухпалатный парламент — Национальное собрание. Первый состав нижней палаты парламента был полностью назначен А. Лукашенко из числа депутатов Верховного Совета, которые активно поддерживали политику президента во время осеннего кризиса. Таким образом, депутатский мандат сохранили 110 депутатов из 385 избранных в 1995 году. Некоторые страны мира не признали полномочия Национального собрания.
2 апреля 1997 года Сообщество России и Беларуси было преобразовано в Союз Беларуси и России. Дополнительно к имевшимся интеграционным структурам в рамках этого конфедеративного союза запланировано поэтапно учредить единые Конституцию и законодательство, парламент и другие органы верховной власти, ввести единую валюту, таможню и т. п.
В 1999 году произошли исчезновения оппозиционных политиков, расследования которых так и не были завершены.
В октябре 2000 года состоялись выборы в Палату представителей Национального собрания, которые были бойкотированы оппозиционными партиями. В сентябре 2001 года состоялись вторые президентские выборы, в результате которых Александр Лукашенко был избран президентом Беларуси на второй срок.
17 октября 2004 года состоялись очередные парламентские выборы, на которых были избраны 107 из 110 депутатов. Из кандидатов оппозиционной коалиции «Пять плюс» не был избран ни один депутат.
В октябре 2004 года на референдуме было снято ограничение в два срока на пребывание на посту президента.
19 марта 2006 года состоялись очередные президентские выборы, на которых, согласно официальным данным, в первом туре победил Лукашенко, набрав 82,3 % голосов. ЕС и США признали выборы недемократическими, а их результаты — сфальсифицированными. Джордж Буш запретил въезд в США членам правительства Лукашенко. После этих выборов в Беларуси началась т. н. Васильковая революция. Однако она была подавлена властями. Позже, 23 ноября 2006 года, на пресс-конференции Лукашенко сообщил, что результаты выборов были откорректированы, чтобы получить примерно европейские показатели на выборах, и что на самом деле он набрал гораздо больший процент голосов (93 %).
28 сентября 2008 состоялись очередные выборы в Палату представителей Национального собрания, на которых вновь оппозиционные кандидаты не вошли в состав парламента. Западные страны признали выборы не соответствующими демократическим стандартам, но заметили положительные сдвиги. В 2008—2009 годах Беларусь участвовала в программе Восточное партнёрство вместе с Украиной, Молдавией, Грузией, Арменией и Азербайджаном. Был отменён запрет на въезд в страны ЕС ряда белорусских чиновников, в результате чего Лукашенко посетил Италию и Ватикан, а Семашко и Мартынов участвовали в саммите Восточного партнёрства.
19 декабря 2010 года состоялись четвёртые президентские выборы. Александр Лукашенко был избран на четвёртый срок. После выборов оппозиционными кандидатами был организован митинг, перешедший, по мнению состоявшегося вскоре суда, в массовые беспорядки.
11 апреля 2011 года, Владиславом Ковалёвым и Дмитрием Коноваловым в Минске был совершён теракт, в результате которого погибло 15 человек. 16 марта 2012 года к ним была применена высшая мера наказания — смертная казнь. Процесс по этому делу вызвал широкий общественный резонанс.
В 2011 году в Беларуси разразился финансовый кризис, резко возросли цены, объявлена девальвация белорусского рубля. Страну охватили акции протеста, которые были подавлены властями.
В 2014 в стране начался валютно-финансовый кризис.
1 января 2012 года на территории России, Беларуси и Казахстана создано Единое экономическое пространство.
1 января 2015 года Россия, Беларусь, Казахстан и Армения объединились в Евразийский экономический союз.
В 2015 году состоялись президентские выборы, на них победу одержал Александр Лукашенко.
В 2016 году в Беларуси снова начались массовые манифестации. 1 июля 2016 года прошла деноминация белорусского рубля.
В 2017 году проходили акции протеста против Декрета № 3 «О предупреждении социального иждивенчества».
На 2020 были назначены очередные президентские выборы. Трое из кандидатов, Виктор Бабарико, Валерий Цепкало и Сергей Тихановский, получили отказ в регистрации; вскоре Бабарико и Тихановский под различными предлогами были задержаны.  Опасаясь преследования, Валерий Цепкало покинул страну. После задержания Сергея Тихановского его жена Светлана Тихановская подала документы и была зарегистрирована кандидатом на грядущих выборах. Кандидатуру Тихановской поддержали избирательные штабы трех незарегистрированных кандидатов. По окончании выборов ЦИК объявила о победе Лукашенко. Светлана Тихановская и её сторонники, равно как и ряд государств, не признали победу Лукашенко. Тихановская обвинила Лукашенко в узурпации власти и призвала власти провести новые, справедливые выборы. После выборов начались массовые протесты. 1 сентября 2020 года эксперты ООН заявили, что им известно о 450 задокументированных случаях пыток и жестокого обращения с задержанными в Беларуси участниками протестов. Эксперты также получили сообщения о насилии в отношении женщин и детей, в том числе о сексуальных надругательствах и изнасилованиях резиновыми дубинками. Как заявляет Светлана Тихановская, за время протестов убиты 8 человек.
23 мая 2021 года власти Беларуси принудительно посадили в аэропорту Минск пассажирский самолёт Boeing 737 ирландской авиакомпании Ryanair, следовавший по маршруту Афины — Вильнюс. После приземления самолёта в аэропорту Минска оперативная группа КГБ Беларуси задержала двух пассажиров: бывшего главного редактора телеграм-канала Nexta Романа Протасевича и его подругу, гражданку России Софью Сапегу.
24 февраля 2022 года Россия официально начала вторжение на Украину. Беларусь предоставила для российской армии свою территорию, что было подтверждено властями страны. В 2023 году, после мятежа Пригожина, посредником при урегулировании которого выступил Лукашенко, часть наёмников ЧВК «Вагнер» была перебазирована во временный лагерь на территории Беларуси.

## История Беларуси в культуре
- Кастусь Калиновский (фильм 1928)
- Анастасия Слуцкая (фильм 2003)
- На чёрных лядах (фильм 1995)
- Жыве Беларусь! (фильм 2012)
- Жёлтый песочек (фильм 2017)
- Купала (фильм 2020)